# كريستين ستانلي
كريستين ستانلي هي لاعبة تايكوندو صينية، ولدت في 1 أكتوبر 1980 في تايبيه في تايوان.

## وصلات خارجية
- كريستين ستانلي على موقع شيردوغ (الإنجليزية)
- كريستين ستانلي على موقع IMDb (الإنجليزية)